# Boberg, Motala kommun
Boberg är en by i Fornåsa socken i Motala kommun i Östergötland, belägen strax söder om tätorten och kyrkbyn Fornåsa längs den gamla landsvägen mellan Skänninge och Borensberg.  
Boberg (Bobiærgh) omnämns första gången 22 september 1250.
Boberg var Bobergs härads första tingsställe och har gett namn åt häradet. Byn är belägen på en betydande höjd som kan antas ha legat till grund för efterleden i namnet Boberg. Där finns fortfarande två gårdar. Förleden Bo- kan tolkas som "boning, bostad" och eventuellt att den markanta höjden i folkfantasin "gett upphov till föreställningen, att inne i den funnits boningar för jättar eller troll.
I Boberg finns en fyra meter hög runsten med inskriptionen "Ingvar satte stenen".
Boberg är centralt beläget inom Bobergs härads slättbygd, dvs området söder om sjön Boren - Motala ström och Norrbysjön och med goda förbindelser till både häradets skogsbygd i norr och dess södra delar ned mot Skänninge.